# Okmiany
Okmiany is een dorp in de Poolse woiwodschap Neder-Silezië. De plaats maakt deel uit van de gemeente Chojnów.

## Verkeer en vervoer
- Station Okmiany